# Boban Grnčarov
Boban Grnčarov (in macedone Бобан Грнчаров?; Skopje, 12 agosto 1982) è un allenatore di calcio ed ex calciatore macedone, di ruolo difensore, tecnico del Vardar.

## Carriera

### Club
Dopo aver giocato nel campionato ucraino e nel campionato israeliano, si trasferisce nel 2009, militandoci per due stagioni, all'APOEL e nel 2011 viene ceduto ai belgi del Lierse.

### Nazionale
Ha esordito in nazionale maggiore nel 2010.

## Palmarès

### Club

#### Competizioni nazionali
- Campionato cipriota: 1

APOEL: 2010-2011
- Supercoppa di Cipro: 1

APOEL: 2009
- Campionato macedone: 1

Vardar: 2014-2015, 2015-2016
- Supercoppa di Macedonia: 1

Vardar: 2015